# Al-Mansur Muhammad II.
Al-Malik al-Mansur Salah ad-Din Muhammad (II.) ibn Haddschi (arabisch الملك المنصور صلاح الدين محمد بن حاجي, DMG al-Malik al-Manṣūr Ṣalāḥ ad-Dīn Muḥammad b. Ḥāǧǧī; * ca. 1347; † nach 1363) war von 1361 bis 1363 Sultan der Mamluken in Ägypten. 
Da nach dem Sturz Sultan an-Nasir al-Hasans im März 1361 kein weiterer Sohn an-Nasir Muhammads (I.) mehr lebte, setzte der mächtige Emir Yalbugha einen von dessen Enkeln auf den Thron; Es handelte sich um Muhammad (II.), den damals etwa vierzehnjährigen Sohn Sultan al-Muzaffar Haddschis I.
Nur wenige Monate nach diesem Staatsstreich rebellierte Baydamur, der Vizeregent von Damaskus, gegen den Mörder Sultan al-Hasans, doch brach sein Aufstand angesichts des raschen Vormarsches von Yalbugha nach Syrien schnell in sich zusammen. Yalbugha gestattete Baydamur, sich nach Jerusalem – damals vor allem ein Rückzugsort für in Ungnade gefallene, aber harmlose politische Figuren – zurückzuziehen. Größere Probleme bereitete dem Atabak al-Asakir Yalbugha die Tatsache, dass sich sein Schützling, Sultan Muhammad II., trotz seiner Jugend bald als ausgesprochener Wüstling und nicht fügsam genug erwies. Darüber hinaus deutete die sadistische Behandlung seiner Konkubinen auf Geisteskrankheit hin. Aus diesem Grund setzte Yalbugha den Prinzen im Mai 1363 wieder ab, schickte ihn zurück in den Harem und erkor al-Aschraf Schaban zum neuen Sultan. 